# Hinkleyia
Hinkleyia is een geslacht van weekdieren uit de klasse van de Gastropoda (slakken).

## Soorten
- Hinkleyia caperata (Say, 1829)